# Boganiidae
Boganiidae es una familia de escarabajos del suborden Polyphaga. Se encuentran en el sur de África, Australia y Nueva Caledonia. Los adultos y larvas se alimentan de polen, especialmente de Cycadaceae, Myrtaceae, Meliaceae, Cunoniaceae y Elaeocarpaceae. Metacucujus y Paracucujus son polinizadores de cicadas, Encephalartos y Macrozamia, respectivamente. Esta asociación con cicadas ya ocurrió en el Cretácico medio, con una forma extinta que se encontró en el polen de cicadas del ámbar de Burma.

## Subfamilias y géneros
- †Palaeoboganium Liu et al. 2017[5] Daohugou, China, Cenomaniense
- Subfamily Boganiinae Sen Gupta and Crowson 1966
  - Afroboganium Endrödy-Younga & Crowson, 1986 Africa
  - Boganium Sen Gupta & Crowson, 1966 Australia
  - †Cretoboganium Cai and Huang 2018[6] Ámbar de Burma, Myanmar, Cenomaniense
- Paracucujinae Endrödy-Younga & Crowson, 1986
  - Athertonium Crowson, 1990 Australia
  - †Cretoparacucujus Cai & Escalona, 2018[4] Ámbar de Burma, Myanmar, Cenomaniense
  - Dzumacium Escalona, Lawrence, Wanat & Ślipiński, 2015 Nueva Caledonia
  - Metacucujus Endrödy-Younga & Crowson, 1986 Africa
  - Paracucujus Sen Gupta & Crowson, 1966 Australia